# Comte Anselme Popinot
Anselme Popinot est un personnage de fiction de La Comédie humaine d'Honoré de Balzac.
Fidèle employé de César Birotteau, il est secrètement amoureux de mademoiselle Birotteau. Cousin du médecin Horace Bianchon, il a inventé en secret une « huile céphalique » à base d’essence de noisette dont le commerce se révèlera un immense succès, grâce notamment au travail de commercialisation de Félix Gaudissart. Lorsque son patron sera mis en faillite en 1819, son ancien commis l’aidera à rembourser ses dettes et à être réhabilité en 1823. Il donnera, en l’honneur de son illustre prédécesseur, un bal au cours duquel celui-ci mourra brutalement. Anselme Popinot finira par convoler avec celle qu’il convoitait et, après les Trois Glorieuses, il connaitra une brillante carrière politique à plusieurs postes importants dont celui de secrétaire d’État, pour finir comte et pair de France.